# Аварія ATR 72 в Римі
Авіакатастрофа в Римі — авіаційна катастрофа літака італійського авіперевізника «Alitalia» 2 лютого 2013 року, який здійснював рейс Піза — Рим. Усі, хто перебував на борту літака (50 чоловік, з них 4 членів екіпажу) вижили.

## Обставини катастрофи
2 лютого 2013 року, пасажирський літак ATR-72, реєстраційний номер якого YR-ATS, зазнав аварії при посадці в Міжнародному аеропорту імені Леонардо да Вінчі в місті Рим, Італія. Літак виконував рейс з Міжнародного аеропорту Піза, міста Піза, Італія. Кілька людей отримали серйозні травми і були доставлені в лікарні. Літак отримав значні пошкодження носової і правої стійок шасі, а також двигуна.
Погода під час аварії:

[19:20 UTC / 20:20 LT: Вітер 250 градусів при 52 км/г, поривами до 76 км/г; Видимість: 10+ км; Хмарно на висоті 2200 футів ВПЗ та 4000 футів ВПЗ; Температура: 11°C; Точка роси: 4°C; Тиск: 992 mb]